# 맬컴 맥도널드
맬컴 이언 맥도널드(Malcolm Ian Macdonald, 1950년 1월 7일 ~ )는 잉글랜드의 전 축구 선수이자 감독이다. 선수 시절 슈퍼맥 (Supermac)이라는 별명을 가지고 있었으며, 뉴캐슬 유나이티드와 아스널에서 좋은 모습을 보였다.